# 劉全生
劉全生（1938年—），臺灣物理學家，籍貫安徽，生於廣西全州，父親劉行之曾就讀國立東南大學（國立中央大學前身）實驗中學（今南師附中），任監察委員，母親王立文曾擔任抗戰時期桂林難民救濟工作，後為中華民國國民大會代表。現任澳門大學曹光彪書院創院院長。

## 簡歷
1960年畢業於東海大學，1968年在柏克萊加州大學取得物理博士學位，1971-1974年擔任普林斯頓高等研究院長期研究員，以電漿物理、核融合理論做基本研究，在雷射與電漿相互作用之參數不穩定性及非線性理論方面有重要貢獻。
自1975年起，他任職馬里蘭大學27年。1975年，該校聘他為物理系正教授，領導電漿理論研究小組。1979年，他擔任該校剛成立的電漿暨核融合能實驗室的主任，領導電漿物理的研究。後任研究院院長及副校長，為該校首任華人副校長，並任全球華人事務研究所主任。1993年擔任美國物理學會電漿分會會長，1996-1999年擔任美國科學院國家研究委員會 (National Research Council, NRC) 電漿物理委員會主席，並於2000至2003年擔任美國物理天文科學政策及計劃制定的權威機構——NRC之物理及天文董事會董事。他曾獲頒馬里蘭大學傑出國際服務獎。他因電漿物理的成就，獲得瑞典查爾摩斯工學院的榮譽博士。2003年2月劉全生獲選為國立中央大學校長。回美國後，劉全生亦兼任了馬里蘭大學的孔子學院院長 (馬里蘭大學的孔子學院是全球第一所孔子學院)
對於大學教育，劉全生主張因材施教、發揮學生個性長處，以研究的精神教學，並且要善用電腦及網路等新的學習科技。

## 外部連結
- 熱愛東海，勤於治學－專訪物理系客座教授劉全生博士

| 教育職務      | 教育職務                                         | 教育職務      |
| ------------- | ------------------------------------------------ | ------------- |
| 中央大學      |                                                  |               |
| 前任： 劉兆漢 | 中央大學校長 在台復校第五任 2003年2月－2006年1月 | 繼任： 李羅權 |